# Oldřich František Libštejnský z Kolovrat
Oldřich František hrabě Libštejnský z Kolovrat (28. července 1607 Žichovice – 3. ledna 1650 České Budějovice) byl český šlechtic ze starobylého rodu Kolovratů. V pobělohorském období zastával několik nejvyšších úřadů ve správě Českého království, uplatnil se i u císařského dvora ve Vídni a patřil k mecenášům katolické církve. Vlastnil řadu statků v různých částech Čech, jeho hlavními sídly byly renesanční zámky v Žichovicích a v Bystrém.

## Mládí
Narodil se na zámku v Žichovicích jako jediný syn nejvyššího hofmistra Jindřicha Libštejnského z Kolovrat (1570–1646) a jeho manželky Alžběty z Lobkovic (1580–1663). V patnácti letech by vyslán na kavalírskou cestu, která trvala téměř šest let (1622–1628). Dva a půl roku pobýval v Římě, v roce 1625 se na půl roku vrátil do Prahy, ale pak pokračoval v cestě přes Německo do Lovaně, kde strávil téměř rok, delší dobu pak pobýval v Bruselu a Paříži. Téměř rok cestoval po Pyrenejském poloostrově a přes Švýcarsko a Itálii se v červenci 1628 vrátil do Prahy. Z jeho kavalírské cesty vyplývá důraz na pobyt v katolických zemích jižní Evropy, který spojil s návštěvou významných poutních míst (Loreta, Santiago de Compostela).

## Kariéra
Krátce po návratu z kavalírské cesty se začal uplatňovat u dvora a v roce 1628 byl jmenován osobním číšníkem císaře Ferdinanda II. V roce 1631 získal titul císařského komorníka a téhož roku se v Praze oženil s Lucií Otýlií z Martinic (1609–1651), dcerou Jaroslava Bořity z Martinic. V další kariéře mu pomohlo toto příbuzenské spojení, stejně tak i podpora otce, jeho dalším patronem byl také Vilém Slavata.
V letech 1636–1645 byl prezidentem české komory a v letech 1637–1648 zároveň prezidentem dvorské komory ve Vídni. Souběžný výkon těchto dvou úřadů finanční správy habsburské monarchie z něj činil důležitou osobnost vlády Ferdinanda III. V roce 1636 byl vyslán jako císařský komisař na český zemský sněm a v roce 1644 byl jmenován tajným radou. V letech 1643–1644 byl nejvyšším komorníkem Českého království a po otcově smrti nejvyšším hofmistrem (1646–1649). Po úmrtí svého tchána Jaroslava Bořity z Martinic v listopadu 1649 se stal nejvyšším purkrabím, ale sám zemřel krátce poté 3. ledna 1650 v Českých Budějovicích. Pohřben byl v rodové hrobce v kostele sv. Jana Křtitele v Bystrém.

## Mecenášství
Oddanost katolické církvi jej pak provázela až do smrti a stál například u vzniku kapucínského kláštera v Sušici. Podpořil založení kolejí v Klatovech, v Březnici a v Hlohově či augustiniánského kláštera v Dolním Ročově.

## Majetek
Již v době svého sňatku dostal do vlastní správy panství Žichovice (1631), k němu později připojil i sousední Frymburk, který předtím patřil jeho matce. V roce 1637 koupil poblíž Prahy statek Pakoměřice, za nevyjasněných okolností se do jeho majetku dostaly také Podsedice v severních Čechách. Po svém vzdáleném příbuzném Vilému Bezdružickém z Kolovrat zdědil v roce 1642 panství Bystré ve východních Čechách, které pak ještě rozšiřoval. Dvě největší panství v Oldřichově majetku, Bystré a Žichovice, značně utrpěly průchodem švédských vojsk koncem třicetileté války. Po smrti bezdětného Oldřicha Františka bylo jeho dědictví rozděleno mezi několik příbuzných, Bystré zdědila vdova Lucie Otýlie, rozená z Martinic, Žichovice převzala Oldřichova matka Alžběta, rozená z Lobkovic. Bratranec Václav (1634–1659), člen jezuitského řádu, zdědil hrad Střelu a Střelské Hoštice, další bratranec František Karel (1620–1700) získal Pakoměřice.

## Fotogalerie

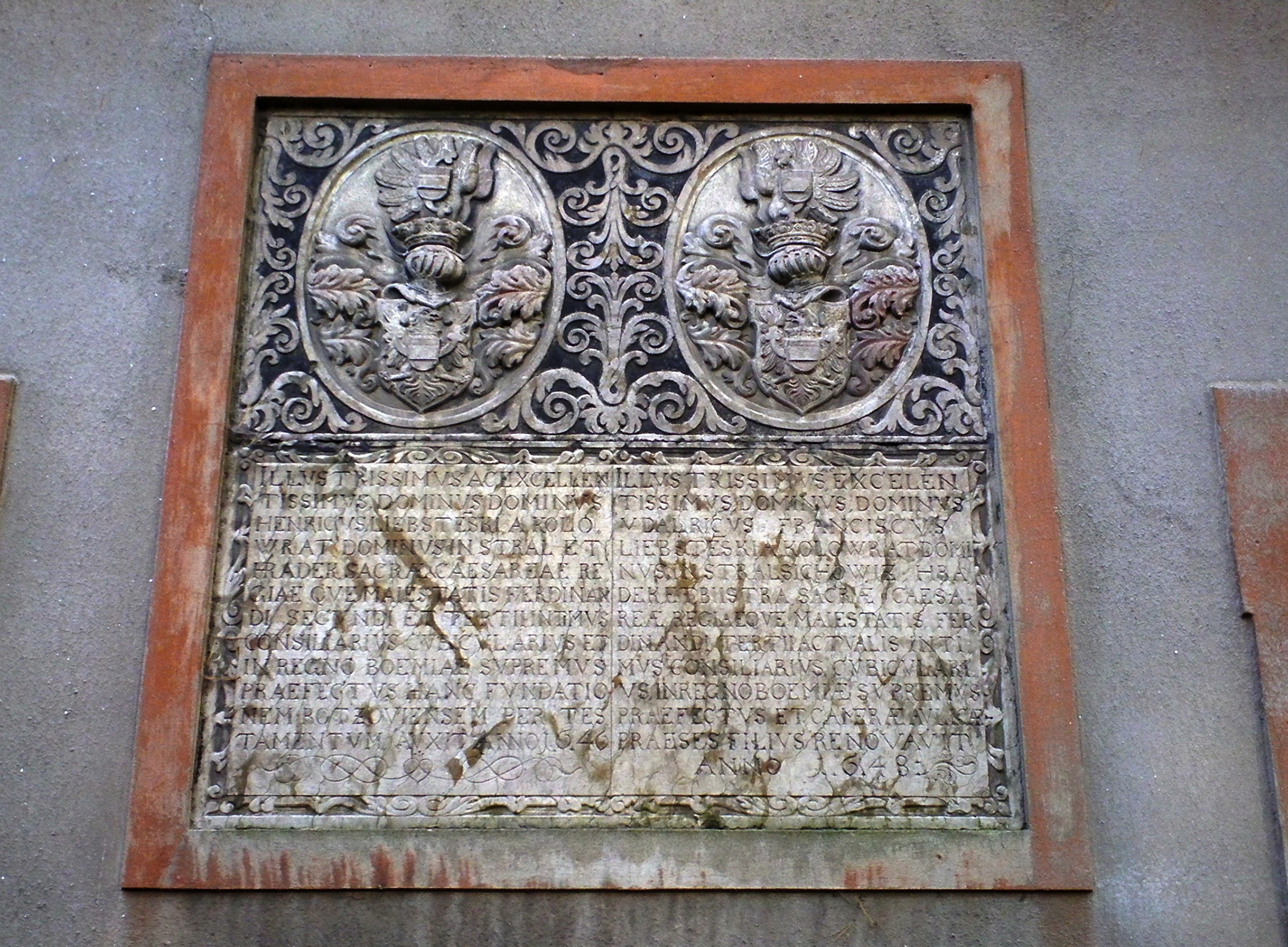
Pamětní deska se jmény Oldřicha Františka a jeho otce Jindřicha Libštejnského z Kolovrat v Ročovském klášteře.
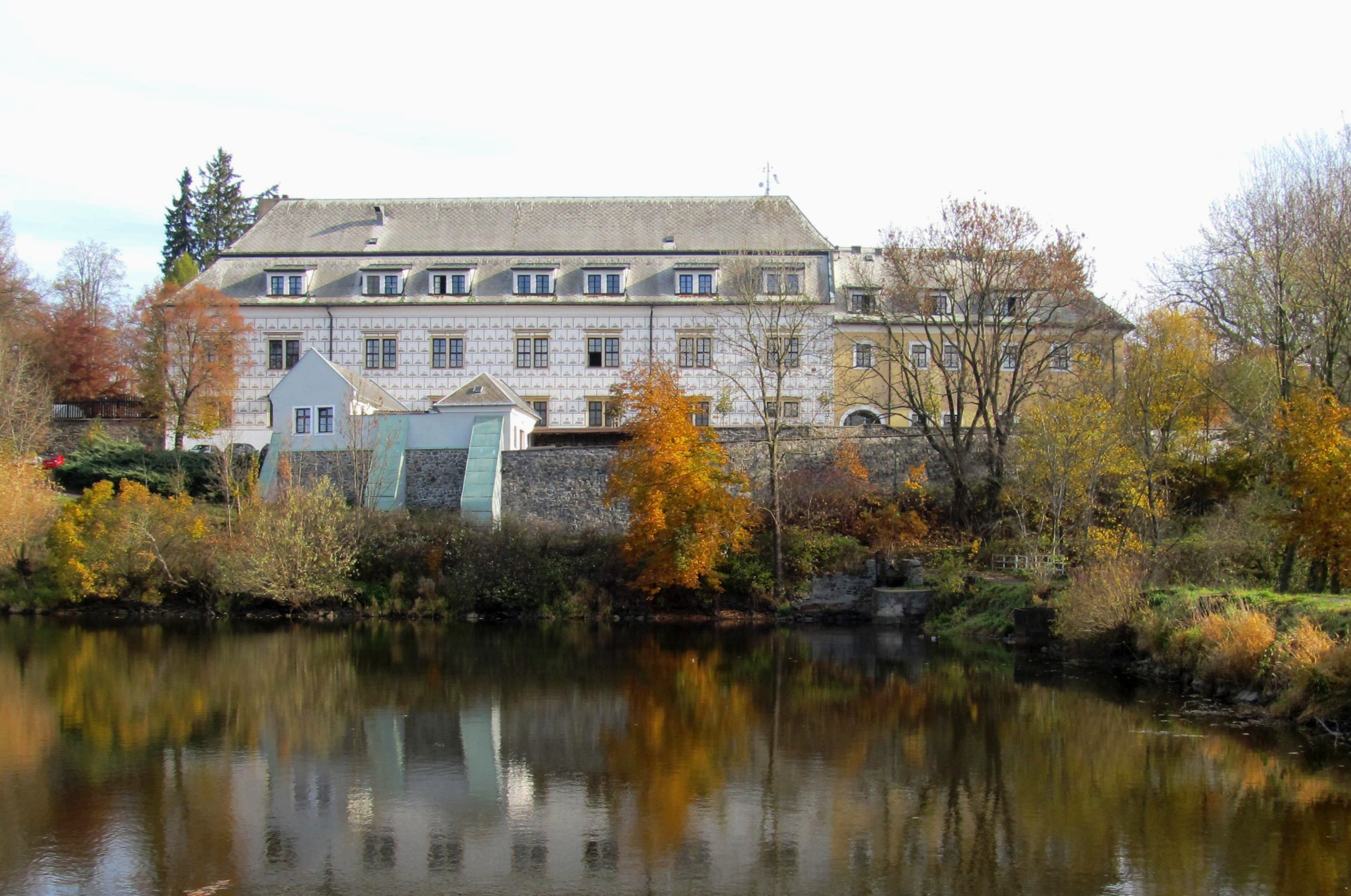
Zámek Bystré, jedno ze sídel Oldřicha Františka Libštejnského z Kolovrat
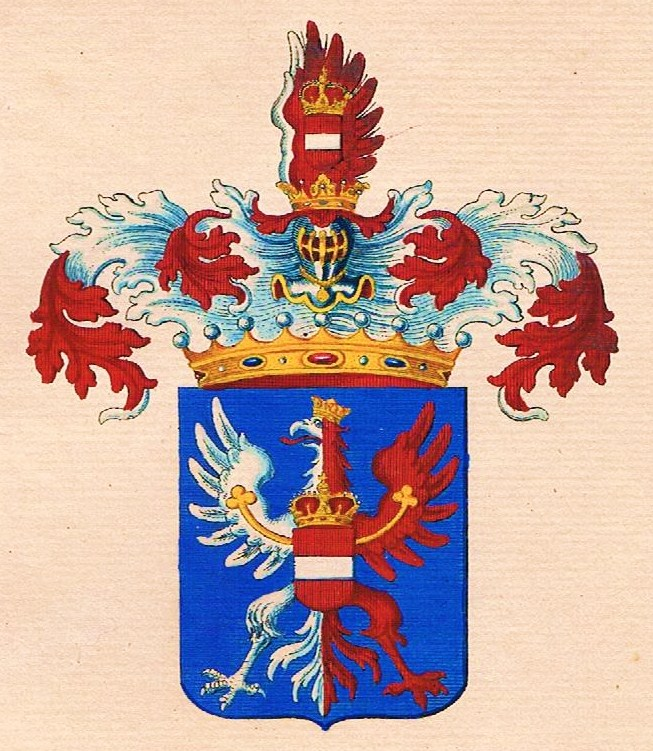
Erb Libštejnských z Kolovrat